# Useless Loop
Ne doit pas être confondu avec Havre Inutile.
Useless Loop est une petite ville minière d'Australie située dans la baie du même nom au centre de la côte ouest de l'Australie-Occidentale, et précisément sur le littoral oriental d'Heirisson Prong, une péninsule s'avançant dans le golfe de l'océan Indien que l'on appelle la baie Shark. On y exploite le sel depuis 1962, et la zone est interdite d'accès au public.